# John Vincent Atanasoff
John Vincent Atanasoff (Hamilton, 4 ottobre 1903 – Frederick, 15 giugno 1995) è stato un fisico e inventore statunitense.
Divenne celebre in seguito ad una decisione presa al termine del processo Honeywell v. Sperry Rand nel 1973 riguardo a un brevetto, che lo riconobbe inventore del primo calcolatore elettronico digitale automatico. La sua macchina è chiamata Atanasoff–Berry Computer.
Figlio di un immigrato bulgaro, Atanasoff ricoprì i ruoli di professore e direttore di un centro governativo di ricerca durante la guerra, e poi di dirigente di ricerca. Negli anni settanta per le sue ricerche nel campo dei computer digitali condotte allo Iowa State College negli anni trenta e quaranta.

## Gioventù e studi
John Atanasoff nacque il 4 ottobre 1903 a Hamilton da un ingegnere elettrotecnico e da un'insegnante. Il padre, Ivan Atanasov, nacque nel 1876 nel villaggio di Bojadžik, vicino a Jambol in Bulgaria . Nel 1889 emigrò negli USA con il fratello. La madre, Iva Lucena Purdy, era un'insegnante di matematica.
Atanasoff fu cresciuto dai suoi genitori a Brewster in Florida. All'età di nove anni imparò ad utilizzare il regolo calcolatore, seguito dallo studio dei logaritmi, e di conseguenza completò il  corso di studi alla Mulberry High School in soli due anni. Nel 1925 ricevette il bachelor of science in ingegneria elettrotecnica dalla University of Florida, ottenuto col massimo dei voti.
Egli continuò la sua educazione allo Iowa State College e nel 1926 ottenne il master in matematica. Completò la sua educazione formale nel 1930 ottenendo un Ph.D. in fisica teorica alla University of Wisconsin–Madison con la tesi The Dielectric Constant of Helium (La costante dielettrica dell'elio). Dopo il completamento del dottorato, Atanasoff accettò di lavorare come assistente di matematica e fisica allo Iowa State College.

## Sviluppo del computer
In parte a causa della fatica di utilizzare la calcolatrice meccanica Monroe, che era lo strumento migliore a sua disposizione mentre stava scrivendo la sua tesi di dottorato, Atanasoff incominciò a cercare metodi di calcolo più veloci.
Allo Iowa State College, Atanasoff fece ricerche sull'uso dei calcolatori Monroe e delle tabulatrici IBM nei problemi scientifici. Nel 1936 inventò una calcolatrice analoga a queste per analizzare le superfici geometriche. L'accuratezza necessaria per i suoi calcoli lo spinse a considerare una soluzione digitale al problema, anziché proseguire con metodi meccanici.
Secondo Atanasoff, alcuni principi operativi dell'Atanasoff–Berry Computer (ABC) furono da lui concepiti in un lampo di intuizione durante l'inverno tra il 1937 e il 1938 dopo una passeggiata a Rock Island nell'Illinois. Con una sovvenzione di 650$ ottenuta nel settembre 1939 (l'equivalente di 8403$ nel 2010) e con l'assistenza di Clifford Berry, un suo studente laureato, il primo prototipo di ABC venne creato già nel novembre di quell'anno.
L'idea chiave utilizzata nell'ABC include l'uso del sistema binario e della logica Booleana per risolvere simultaneamente più di 29 equazioni lineari. L'ABC non possiede una CPU, ma è concepito come dispositivo elettronico che utilizza tubi sottovuoto per effettuare i calcoli digitali. Inoltre, usa memorie rigenerative separate su condensatori, che operano con un processo utilizzato ancora oggi nelle memorie DRAM.